# Gare centrale d'Helsinki
Pour les articles homonymes, voir Gare centrale.
La gare centrale d'Helsinki (en finnois : Helsingin päärautatieasema, en suédois : Helsingfors centralstation) est une gare ferroviaire , située sur la place Rautatientori (place de la gare centrale) dans le centre d'Helsinki en Finlande.
Principale gare d'Helsinki, c'est également la gare la plus fréquentée de Finlande.

## Histoire
Lors de sa visite en 1856 dans le Grand-duché de Finlande alors partie de l'Empire russe, l'empereur Alexandre II présente un programme de promotion de la vie économique. Il y considère qu'il est important de promouvoir la connexion de l'arrière-pays aux ports maritimes par les canaux et les chemins de fer. En conséquence, l'étude de la première connexion ferroviaire de la Finlande entre Helsinki et Hämeenlinna a été lancée.

### La première gare
Les travaux de construction de la section de 108 kilomètres de la ligne entre Helsinki et Hämeenlinna commencent en 1858.
Selon le premier projet, les bâtiments de la gare de la ligne Helsinki-Hämeenlinna devaient être construits en bois. Cependant, on a vite pensé que le bâtiment de la gare de la capitale serait construit avec des matériaux plus précieux.
Les plans d'une gare en pierres sont dessinés par l'architecte Carl Albert Edelfelt en 1859.
La construction du premier bâtiment de la gare d'Helsinki s'achève en 1861 et la gare ouvre au public le 17 mars 1862 quand la ligne de chemin de fer est ouverte  entre Helsinki et Hämeenlinna.

### La deuxième gare
La première gare d'Helsinki était dimensionnée pour la petite capitale de l'époque, qui comptait un peu plus de 20 000 habitants au début des années 1860.
L'urbanisation d'Helsinki a provoqué de grands changements à la fin du XIXe siècle. La population de la ville a augmenté de près de 70 000 habitants entre les années 1860 et le XXe siècle.
Le trafic ferroviaire au départ de la gare d'Helsinki a augmenté et les besoins d'espace aussi. À la fin du 19e siècle, l'ancien bâtiment de la gare s'est avéré beaucoup trop petit pour les besoins du transport ferroviaire.
La direction nationale des chemins de fer a commencé à projeter un nouveau bâtiment de gare à Helsinki en 1895.
À cette époque, les bâtiments de gare en forme de U à l'extrémité des voies étaient préférés dans les gares terminales telles que celle d'Helsinki.
L'architecte Bruno Granholm conçut le bâtiment administratif et la direction nationale des chemins de fer a dessiné les plans du bâtiment principal.
Sur les plans de Bruno Granholm, le bâtiment de la gare était déjà à l'endroit et sous la forme dans laquelle il a été construit par la suite.
En 1902, le Club des Architectes décide d'organiser un concours d'architectes pour la place de la gare, qui comprend également l'emplacement de la future gare.
En même temps, ils font pression sur les chemins de fer finlandais pour qu'ils organisent un concours d'architectes ouvert pour le nouveau bâtiment de la gare d'Helsinki.
Le concours n'a pas débouché sur des résultats pratiques, mais grâce à la discussion qu'il a suscité et aux pressions du Club des architectes en 1903, les chemins de fer finlandais ont organisé un concours pour les façades de la gare d'Helsinki et le bâtiment administratif des chemins de fer finlandais.
Un concours est organisé en 1904 en vue de proposer les plans d'une nouvelle gare.
Les projets présentés seront jugés par les architectes Sebastian Gripenberg, Hugo Lindberg et Gustaf Nyström et le directeur général du Conseil des chemins de fer August Granfelt.
Le concours a lieu quelques années après le concours pour le Musée national de Finlande et il attire beaucoup d'attention et d'intérêt.
La nouvelle architecture du Musée national est considérée comme romantique, pittoresque et aussi finlandaise que possible.
Ce style architectural de style très finlandais suscite de nombreuses discussions, et il est demandé de l'appliquer à la gare sans se demander si le musée et la gare auraient pu nécessiter des formes symboliques différentes.
Toutes les propositions architecturales, à l'exception de la proposition de Sigurd Frosterus, étaient de style romantique national.
Le projet de Sigurd Frosterus "Eureka" est un bâtiment Art nouveau très différent des autres conception au concours, il sera  rejeté par les juges du concours.
Sur les 21 propositions, l'œuvre d'Eliel Saarinen sera la lauréate.
La proposition d'Eliel Saarinen était de style romantique national et sur le thème de la nature, avec des murs robustes, huit ours, une tour haute et de nombreuses tours plus petites, et un magnifique portail en pierre,.
Il ressemblait beaucoup à la façade du Musée national de Finlande, qui ne plaisait pas à tous les architectes ce qui poussera à lancer un nouveau concours d'architecte pour la gare.
Les architectes Sigurd Frosterus et Gustaf Strengell accusent la proposition de  d'Eliel Saarinen d'être démodée et ils exigent plus de modernité et de rationalité dans l'architecture de la gare,.
Selon eux, la gare symbolise une époque moderne avec laquelle le monde des formes médiévales  n'a rien à voir.
Le concours a déclenché un débat animé et, entre autres réactions, des caricatures de la proposition gagnante ont été dessinées dans des magazines.
Dans ces caricatures, toute la gare était plus une église médiévale en pierre qu'une gare animée. Les sculptures d'ours avaient grandi et l'un d'eux avait sauté dans la rue pour chasser les gens.
Comme à son habitude, Eliel Saarinen n'a jamais pris part au débat public,.
Eliel Saarinen lui-même abandonnera complètement le romantisme et redessinera entièrement la gare.
Il détourne son attention des modèles américains ou anglais pour regarder vers l'Allemagne et il voyage avec sa jeune épouse en train à travers l'Europe.
De retour en Finlande en décembre 1904, il élabore un nouveau plan de gare dont presque tout le style romantisme national a été élagué et la gare est devenue plus rationnelle.
L'ancien toit en selle est transformé en mansarde, la fenêtre semi-circulaire de la façade s'est agrandie et le hall d'entrée de la gare avec ses ours est enlevé.
Le nouveau projet est achevé en 1909 et la gare est mise en service en 1919.

### Rénovations ultérieures
La gare a été rénovée par petites touches. Dans les années 1960, le Tunnel de la gare (Asematunneli) est construit. Les premières caméras de surveillance sont installées dans le hall au printemps 1968. La première locomotive électrique entre en gare le 13 janvier 1969. Après essais, une ligne commerciale électrifiée est mise en service entre Helsinki et Kirkkonummi le 26 janvier de la même année.
En 1982, la station de métro est mise en service sous la gare.
En 2000, les quais sont couverts d'une verrière prévue d'origine dans le projet de Saarinen, mais réalisée dans un style contemporain. En 2003, une galerie commerçante Kauppakuja est ouverte en même temps qu'un hôtel.
En 2019, la gare accueille quotidiennement environ 250 000 usagers, ce qui en fait la gare la plus fréquentée de Finlande.
En 2008, la gare a accueilli  5 580 000 voyageurs.

## Service des voyageurs

### Desserte
C'est le nœud principal des transports publics de l'aire urbaine d'Helsinki. C'est de là que se ramifient toutes les lignes, aussi bien de la desserte locale que d'une grande partie du réseau des grandes lignes.

#### Trains de banlieue d'Helsinki
La gare est desservie par les lignes : Y U L E A I K T P D R Z

#### Projet Lentorata
Dans le cadre du projet Lentorata, la gare de l'aéroport d'Helsinki-Vantaa serait directement reliée à la gare centrale d'Helsinki par un tunnel faisant surface à Kerava.

### Intermodalité

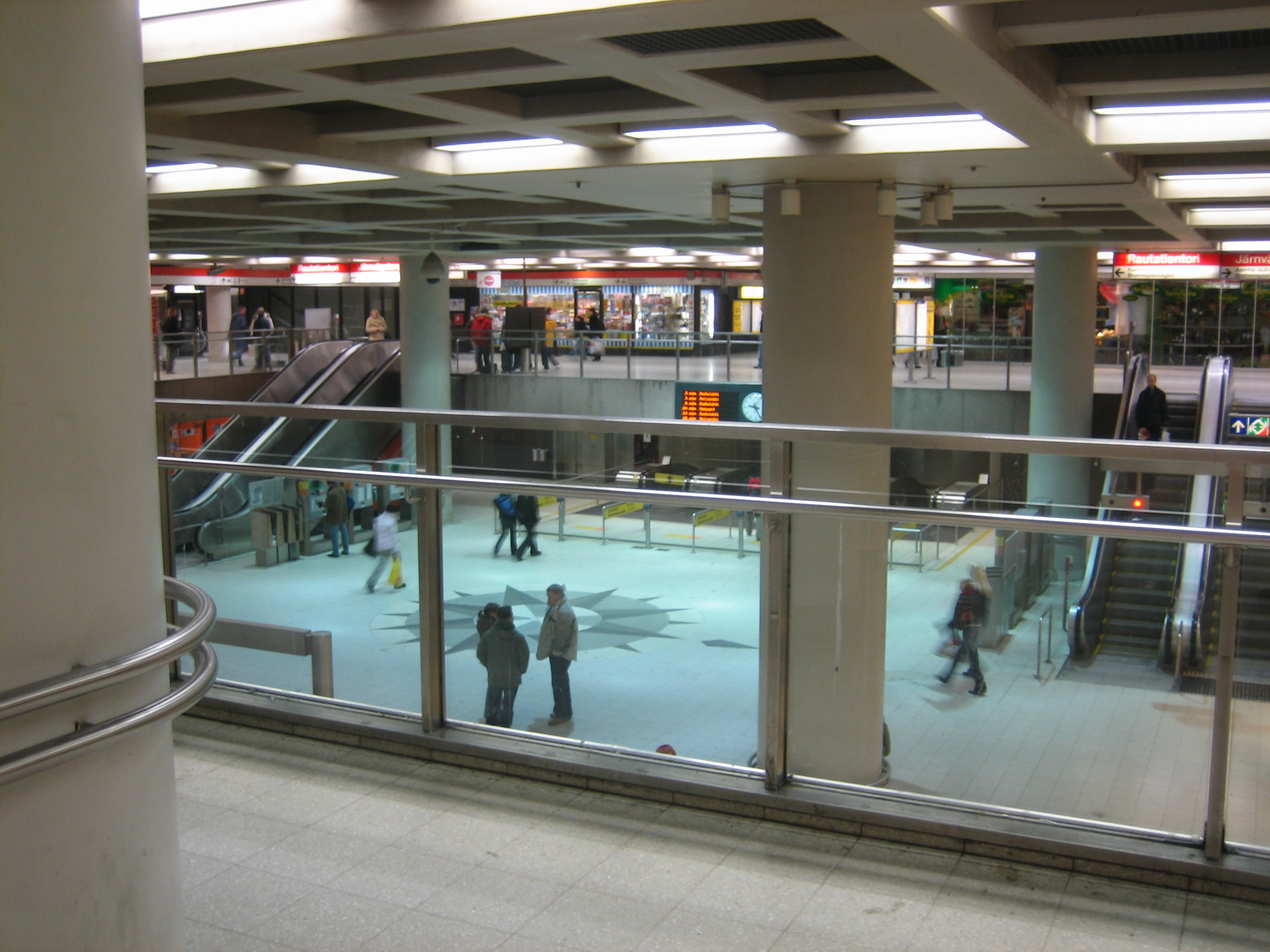
La station de métro est desservie par le tunnel de la gare (Asematunneli).

La gare est connectée au réseau de métro d'Helsinki par la station de rautatientori.
La gare est desservie par les lignes de Tramway 3 5 6 6T 7 9 1 2 4 10 .
En 2024, elle sera desservie par la ligne 13.
En 2027 elle sera desservie par les lignes 11 et 12.
La gare est desservie par la runkolinja 600.
La gare est reliée au réseau Baana d'Helsinki depuis l'ouverture du tunnel de Kaisa en 2023.

## Architecture

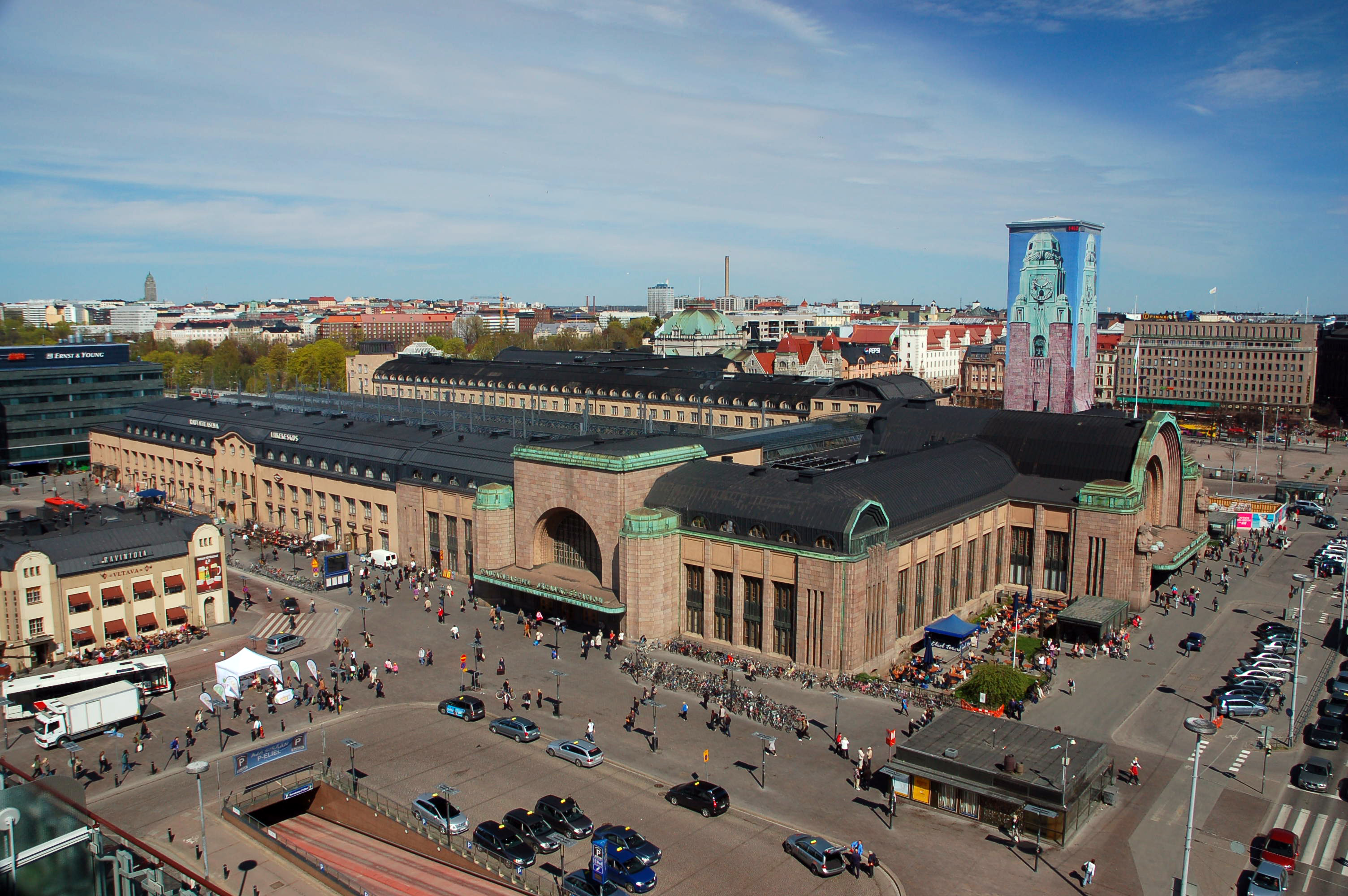
Gare centrale d'Helsinki.

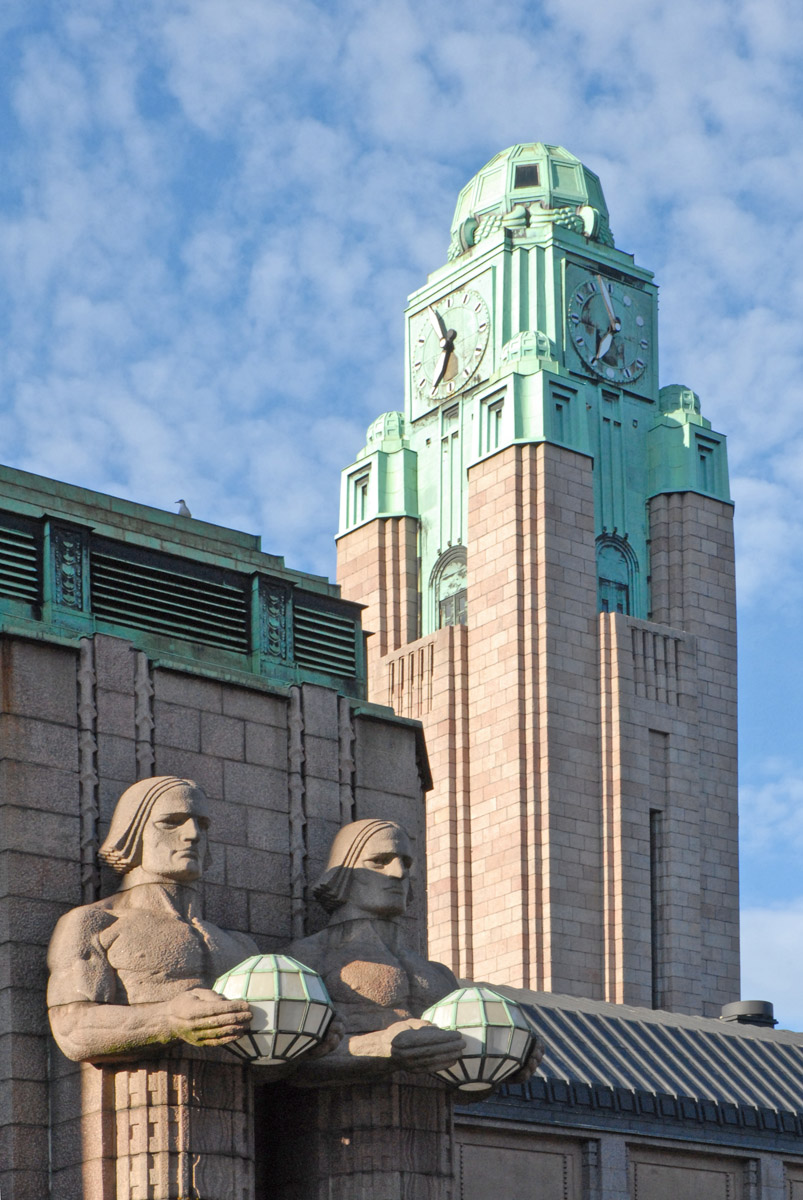

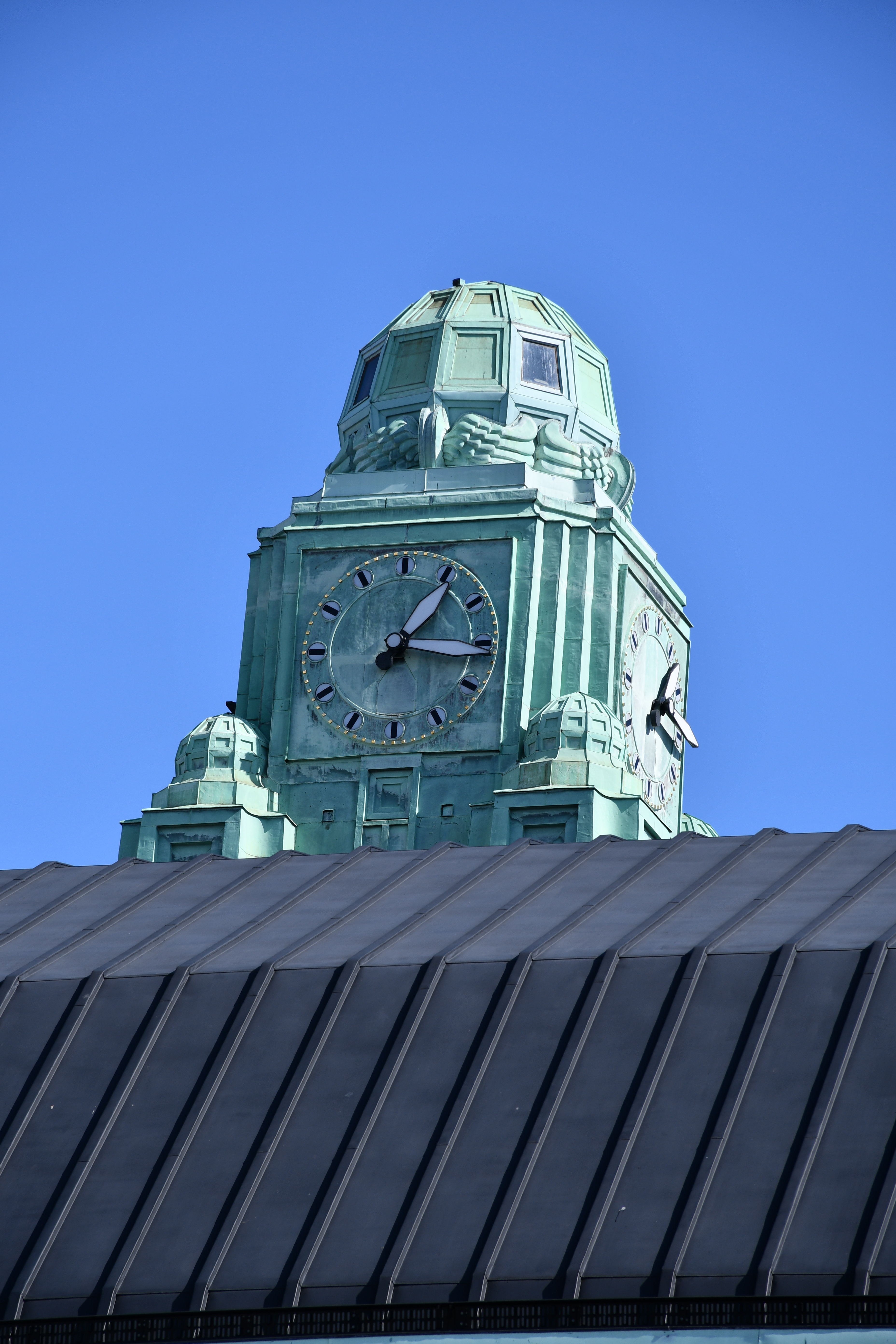
L'horloge de la tour

Le bâtiment est conçu par l'architecte Eliel Saarinen. La gare est en grande partie recouverte de granite finlandais, mais ce qui la distingue surtout ce sont sa tour de l'horloge et les deux paires de statues, sculptées par Emil Wikström, tenant des globes lumineux de part et d'autre de l'entrée principale. Des publicitaires s'en sont récemment inspirés pour donner vie à des personnages animés lors d'une campagne publicitaire d'envergure pour la compagnie nationale de chemin de fer.

### Le salon présidentiel
Une des particularités bien connue de la gare est sa salle d'attente de 50 m2 exclusivement réservée au président de la république finlandaise et ses invités officiels.
Ce salon, aménagé avec des meubles conçus par Eliel Saarinen, a deux entrées, une grande donnant sur la place Rautatientori, et une plus petite permettant de rejoindre le hall principal.
Ce salon fut terminé en 1911 et était prévu à l'origine pour l'usage privé du grand-duc de Finlande, mais la Première Guerre mondiale différa son inauguration officielle vers 1919, date à laquelle il avait été transformé en hôpital militaire temporaire, après quoi il fut offert à l'usage du président finlandais.

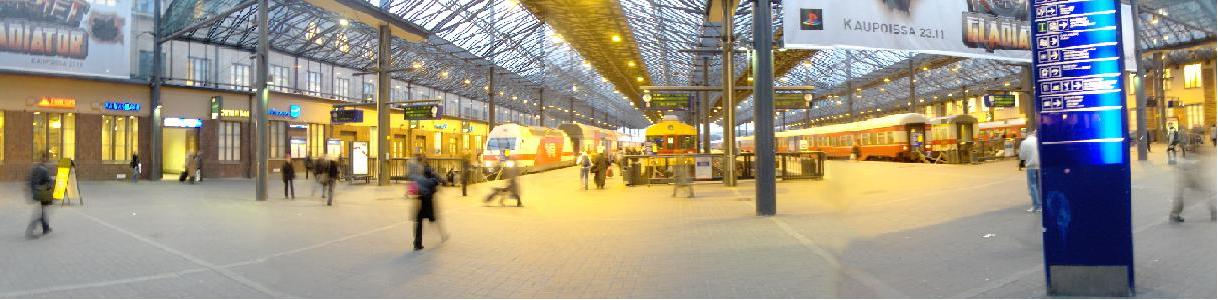
La gare centrale d'Helsinki